# Ivan Bušić Roša

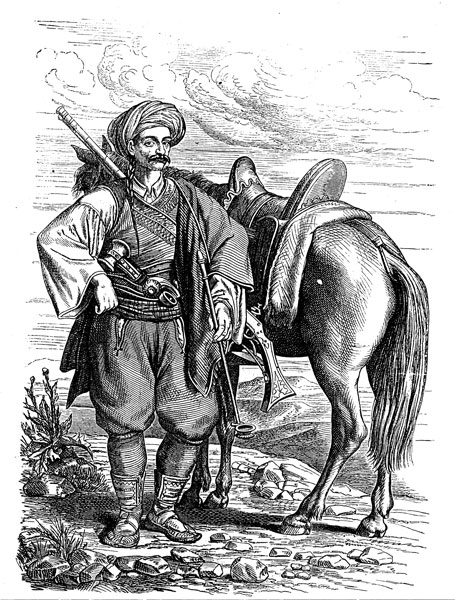
Harambaša (Hajduken-Hauptmann) aus dem westherzegowinisch-dalmatinischen Grenzraum mit typischer Ausstattung (Bauchbinde: Kubura und Handžar. Linke Hand: Čibuk. Linke Schulter: türk. Muskete)

Ivan Bušić  (* um 1745 in Gorica bei Grude, Sandschak Herzegowina, Osmanisches Reich; † 1. April 1783 in Ilijino polje bei Neum), wegen seiner roten Haare in venezianischen Dokumenten italienisch Rosso, volkstümlich kroatisch Rošo/Roša genannt, war ein Anführer (harambaša) von Heiducken in der Herzegowina und der angrenzenden Gegend um Imotski (Imotska krajina), während der osmanischen Herrschaft. Sein abenteuerliches Leben und sein Heiduckentum haben ihre Spuren in kroatischen, türkischen und venezianischen Dokumenten und Volksliedern hinterlassen.

## Leben und Wirken
Bušić entstammte einer katholischen Familie. Zunächst gehörte er einer Heiduckentruppe unter der Führung des orthodoxen Stanislav „Stanko“ Sočivica (* 1715) an. Später führte Bušić selbst eine Heiduckentruppe von 33 Mann an, darunter war auch ein Muslim. Bušić griff in der Regel Karawanen an, die den Weg von Glamoč und Kupres nach Mostar und Stolac nahmen.
Vor 1776 war er für zwei bis drei Jahre Söldner in Italien, und im Jahre 1778 in Rom, anscheinend in päpstlichen Diensten. Auf der Fahrt mit einem englischen Segelschiff von Livorno aus geriet Bušić für drei Monate in spanische Gefangenschaft. In Cádiz heuerte er auf dem Schiff des Petar Dabović aus Dobrota an und segelte für zwei Jahre nach Nordafrika und Westeuropa. Während dieser Zeit in spanischen Diensten wurde er in Gibraltar von den Engländern gefangen genommen und gelangte über Rom nach Neapel in königliche Dienste.
Im Jahr 1782 kehrte Bušić in seine Heimat zurück. Er wurde am 1. April 1783 von einem Mann namens Rade Krešić in Ilijino polje (heute zu Neum) getötet.

## Nachleben
Bušić sind mehrere traditionelle Volks- und Guslelieder gewidmet.
Unter anderem verarbeitete im Jahr 1928 der Schriftsteller und Nobelpreisträger Ivo Andrić einen Teil der Lebensgeschichte des Hajduk Roša in seiner Erzählung Ispovijed (deutsch „Die Beichte“, 1939 und 1962).
Bušićs angeblicher Nachfahre, der Schriftsteller und politische Aktivist Bruno Bušić (1939–1978), fasste die wichtigsten Berichte über ihn in einem Buch zusammen (s. Literatur).